# Tim Brown
Tim Brown (6 de marzo de 1981 en Congleton) es un exfutbolista inglés nacionalizado neozelandés que jugaba de mediocampista.
Representó en 30 ocasiones a Nueva Zelanda, llegando a portar la cinta de capitán en la Copa FIFA Confederaciones 2009. A nivel de clubes, jugó gran parte de su carrera en el Wellington Phoenix.

## Carrera
Debutó en el Miramar Rangers en el año 2000, aunque dejó rápidamente el club para comenzar estudiar en los Estados Unidos en 2001, donde jugó en los Cincinnati Bearcats, equipo deportivo de la Universidad de Cincinnati. En 2004, al terminar sus estudios, pasó a los Richmond Kickers, donde jugó hasta que en 2006 el Newcastle Jets lo contrató. En 2007, el Wellington Phoenix, que había sido fundado para reemplazar a los New Zealand Knights en ese año, lo contrató como parte de la primera plantilla de su historia. Llegó a ser nombrado vice-capitán y se convirtió en un ídolo del club.
El 26 de marzo de 2012 anunció que finalizaría su carrera futbolística al final de la temporada para poder estudiar economías en la Universidad de Cambridge.

### Clubes
| Club                  | País           | Año         |
| --------------------- | -------------- | ----------- |
| Miramar Rangers       | Nueva Zelanda  | 2000        |
| Cincinnati Bearcats   | Estados Unidos | 2001 - 2004 |
| Richmond Kickers      | Estados Unidos | 2004 - 2006 |
| Newcastle United Jets | Australia      | 2006 - 2007 |
| Wellington Phoenix    | Nueva Zelanda  | 2007 - 2012 |

### Selección nacional
Llegó a disputar 30 encuentros en representación de Nueva Zelanda. Su debut se produjo en la victoria por 3-0 sobre las Islas Salomón en un encuentro válido por la Copa de las Naciones de la OFC 2004. Fue parte también del plantel que obtuvo el título en 2008 y del que jugó la Copa Mundial de Sudáfrica 2010. Capitaneó a los All Whites en la Copa FIFA Confederaciones 2009.

## Palmarés

### Nueva Zelanda
| Título                         | Año  |
| ------------------------------ | ---- |
| Copa de las Naciones de la OFC | 2008 |